# Griseta
Griseta es un tango con letra de José González Castillo y música de Enrique Pedro Delfino. Fue estrenado en Buenos Aires en el Teatro Sarmiento el 27 de octubre de 1924 por el tenor Raúl Laborde en la representación del sainete Hoy transmite Ratti Cultura, de Mario Rada. El título de la obra teatral tiene un toque humorístico porque sustituye la palabra “Radio” por el apellido del actor César Ratti, que encabezaba la compañía a cargo del estreno. Fue grabado el mismo año por Carlos Gardel y por Ignacio Corsini en una versión en la que hace el estribillo en falsete y, más adelante, por muchas orquestas y cantantes. El tango abunda en referencias a figuras románticas de la literatura francesa de la época y su protagonista, que llegó de París a Buenos Aires, vive en un barrio pobre y pasa sus días de champán y cocaína en un cabaré hasta que muere joven y tuberculosa.
Griseta quedó como personaje paradigmático de las muchachas desafortunadas -muchas de ellas francesas- que fueron apareciendo en los tangos, entre las cuales podría considerarse como su sucesora más directa a la Madame Ivonne creada por Enrique Cadícamo.

## Los autores
José González Castillo (Rosario, 25 de enero de 1885 - Buenos Aires, 22 de octubre de 1937) fue un conocido dramaturgo, director de teatro, libretista de cine y letrista de tango argentino. Entre el centenar de obras de teatro que escribió se destacan El Parque, La mujer de Ulises Luiggi, La serenata, Los invertidos, La mala reputación, escrita en colaboración con José Mazzanti y Los dientes del perro con Alberto T. Weisbach. Escribió tangos muy difundidos luego, como Sobre el pucho (1922), sobre música de Sebastián Piana, Silbando (1923), Griseta (1924) y Organito de la tarde. Fundó la Universidad Popular de Boedo, la segunda universidad popular de Argentina, donde estudiaron miles de alumnos durante más de veinte años. En su homenaje se le dio su nombre a la esquina SE de San Juan y Boedo.

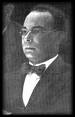
José González Castillo

Enrique Pedro Delfino ( Buenos Aires, 15 de noviembre de 1895 - ídem, 10 de enero de 1967) fue un destacado compositor, pianista, director de orquesta y letrista de tango. Era también conocido como Delfy. Escribió más de doscientos tangos, algunos de los cuales son considerados  verdaderos clásicos del género, como Re Fa Si, Milonguita, Haragán, La copa del olvido, Ventanita florida y Al pie de la Santa Cruz. Gardel llegó a grabarle 26 temas y entre esos registros se destacan: Aquel tapado de armiño, ¡Araca, la cana!, Dicen que dicen, Padre nuestro, Palermo y El rey del cabaret. Fue uno de los creadores del tango romanza e introdujo innovaciones en el tango canción. Eximio pianista con nivel de concertista, quienes lo conocieron  decían que el piano era un apéndice de sus manos. Admiraba a Puccini, Wágner y Verdi y era un profundo conocedor de la teoría musical, de la armonía y el contrapunto. 

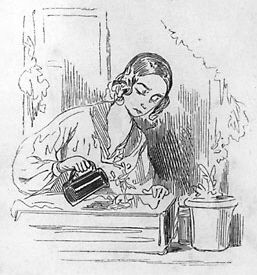
Una "grisette"

## El tango romanza
Griseta no es el primer tango romanza aunque sí el primero que se publicó con esa denominación.
En la misma época en que Pascual Contursi incorporaba al tango la letra con argumento, con los versos de Mi noche triste dando inicio a la etapa del "tango canción" Delfino compuso Sans souci e inició junto a Juan Carlos Cobián, creador del tango Salomé la tendencia innovadora del "tango romanza", es decir el inspirado en las viejas romanzas, arias italianas de carácter sencillo y tierno. Estos tangos tienen características melódicas, sin rastros del típico canyengue, y con una técnica musical más depurada que la corriente en el género.
Eso era, precisamente, el aire que convenía para una letra que hablaba de aquella «francesita/ que trajiste pizpireta,/ sentimental y coqueta,/ la poesía del quartier». Una letra que, como su música tenía una clara identidad romántica, sin rastros de los compadritos.
La línea musical innovadora de Delfino fue seguida por grandes músicos de la importancia de Juan Carlos Cobián, Julio y Francisco De Caro, Joaquín Mora y Osvaldo Fresedo, entre otros.

## La influencia francesa
La francesa era una cultura influyente en Argentina en la segunda mitad del siglo XIX y comienzos del XX, y no son pocos de los tangos relacionados con Francia, como entre otros, Belgique, Sans souci, Très sympathique, Frivolite, Francesita y Griseta, de Enrique Delfino; El Marne, Comme il faut  y Place Pigall  de Eduardo Arolas,  Anclao en París de Enrique Cadícamo Canaro en París, Madame Ivonne, Claudinette, Siempre París, Arolas en París y algunos más.
Griseta es la castellanización del francés grisette, que inicialmente era el nombre de una tela gris, ordinaria, y luego pasó a denominar a las trabajadoras que vestían uniforme y, en especial, a las costureritas o bordadoras que se dejaban galantear fácilmente, tal como la protagonista del tango. Otras dos palabras usadas en el tango provienen del francés: quartier que significa barrio y muguet , que es un arreglo floral formados con unas campanillas blancas que se marchitan en poco tiempo con el que se estila adornar las ciudades de Francia los primeros de mayo.

## La protagonista del tango
El cabaret es el escenario de Griseta en el que González Castillo ubica personajes de varias novelas francesas: las alegres y delicadas grisetas Museta y Mimí,  el poeta Rodolfo y el músico Schaunard, aparecen en la novela Escenas de la vida bohemia, de Henri Murger (1822-1861), y en la famosa ópera La bohème (1896) de Giácomo Puccini basada en aquella; Manón y Des Grieux son los famosos enamorados de Manon Lescaut, una novela llamada originalmente Historia del caballero Des Grieux y de Manon Lescaut que formaba parte de las Memorias y Aventuras de un hombre de calidad retirado del mundo (7 volúmenes, 1728 - 1731) de Antoine François Prévost D´Exiles, y Margarita Gauthier y Armando Duval son la pareja central de La dama de las camelias, de Alejandro Dumas (h). Personajes femeninos caracterizados por la precaria salud en el caso de Mimí y Margarita, por el fervor amatorio de Margarita y por morir muy jóvenes todas ellas.

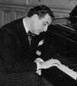
Enrique Pedro Delfino

La prostitución, el alcohol y la cocaína imponen el destino fatal de la francesita llegada a estas tierras y agoniza en la "fría sordidez del arrabal" que el autor contrapone a "la pureza de su fe". La palabra "cocó" ( “una noche de champán y de cocó" ) es un lunfardismo por "cocaína" cuya venta, al tiempo de componerse este tango, era legal. La misma palabra es usada en el tango A media luz" (1925) ( "Como en botica cocó" ). La “silenciosa agonía de Margarita Gautier alude a la tuberculosis, un tema recurrente del tango de aquellas épocas, casi siempre relacionado con la pobreza y las malas condiciones de trabajo de las mujeres jóvenes, como El bacilo de Alberico Spátola y TBC de Edgardo Donato.
Dicen Del Priore y Amuchástegui sobre la protagonista de Griseta:

Griseta viene de París a Buenos Aires, no sabemos si engañada por alguna asociacion tenebrosa de explotadores o por propia decisión. Lo cierto es que vive en un arrabal frío y sórdido y pasa sus días de champán y cocó...en un cabaret donde aparentemente trabaja, concluyendo su breve vida con el corazón seco como un muguet de flores artificiales.

Griseta quedó como personaje paradigmático de las muchachas desafortunadas -muchas de ellas francesas- que fueron apareciendo en los tangos, entre las cuales podría considerarse como su sucesora más directa a la Madame Ivonne creada por Enrique Cadícamo.

## Griseta en el cine
Hugo del Carril lo cantó en La vida de Carlos Gardel (1939) y Alberto Castillo lo hizo con la orquesta de Francisco Canaro en El tango vuelve a París (1948).

## Grabaciones
Instrumental
- Cuarteto Ernesto Baffa, 1970.
- Orquesta Osvaldo Berlingieri
- Orquesta Francisco Canaro, 1927.
- Cuarteto José Colángelo
- Néstor D'Alessandro en solo de piano.
- Enrique Delfino en solo de piano, 1927.
- Orquesta Osvaldo Fresedo, 1944.
- Orquesta Los Astros Del Tango dirigida por Argentino Galván, 1958.
- Mito García en solo de órgano.
- Roberto Grela y Edmundo P. Zaldívar (h.), en dúo de guitarras, 1964.
- Cuarteto San Telmo Federico-Grela, 1966.
- Conjunto Alfredo Moreno
- Cuarteto Reynaldo Nichele
- Orquesta Astor Piazzolla, 1967.
- Orquesta Atilio Stampone
- Luis Visca en solo de piano, 1928.

Cantados.
- Orquesta Rodolfo Biagi con la voz de Andrés Falgás, 1939.
- Orquesta Francisco Canaro con la voz de Mario Alonso, 1953.
- Ignacio Corsini, con las guitarras de Maciel, Pages y Pesoa, 1931.
- Orquesta Atilio Stampone con la voz de Néstor Fabián.
- Carlos Gardel con las guitarras de Barbieri y Ricardo, 1924.
- Raúl Lavié
- Orquesta de Carlos García con la voz de Héctor Pacheco, 1957.
- Orquesta Carlos Di Sarli con la voz de Roberto Rufino, 1941
- Jorge Sobral.
- Enzo Valentino, con orquesta, 1956.
- Jorge Vidal con la orquesta de Héctor Artola, 1962.
- Cuarteto Los Poetas Del Tango, 1955.